# Woodward Dream Cruise
Die Woodward Dream Cruise ist ein Oldtimer-Event im Südosten von Michigan, das jedes Jahr am dritten Samstag im August im Großraum Detroit stattfindet. Die Paradestrecke führt entlang der Woodward Avenue zwischen Pontiac und Ferndale und bis zu den State Fair Grounds in Detroit nahe der 8 Mile Road. Die Veranstaltung zählt jährlich rund eine bis 1,5 Millionen Zuschauer.

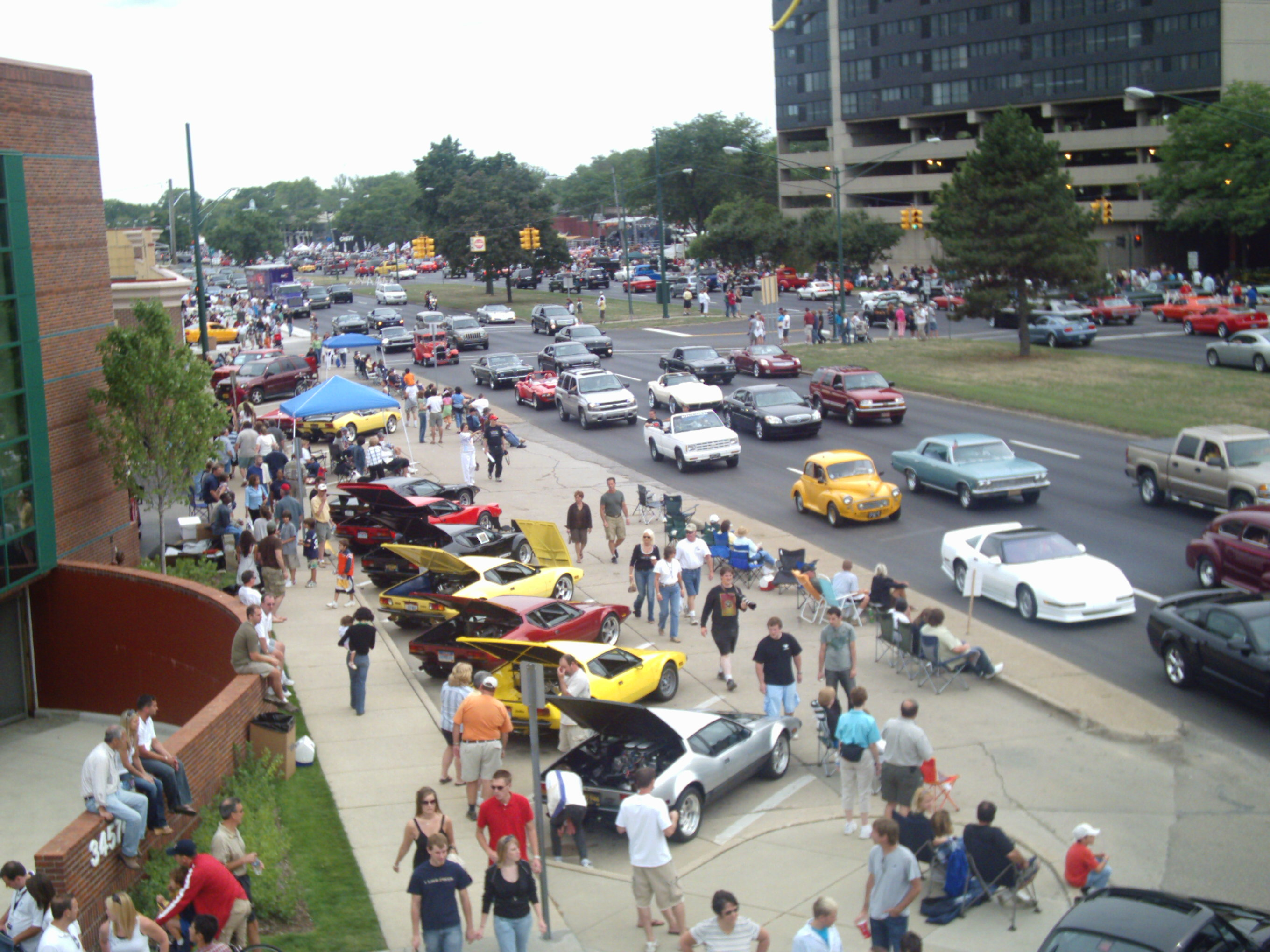
Woodward Dream Cruise (2007)

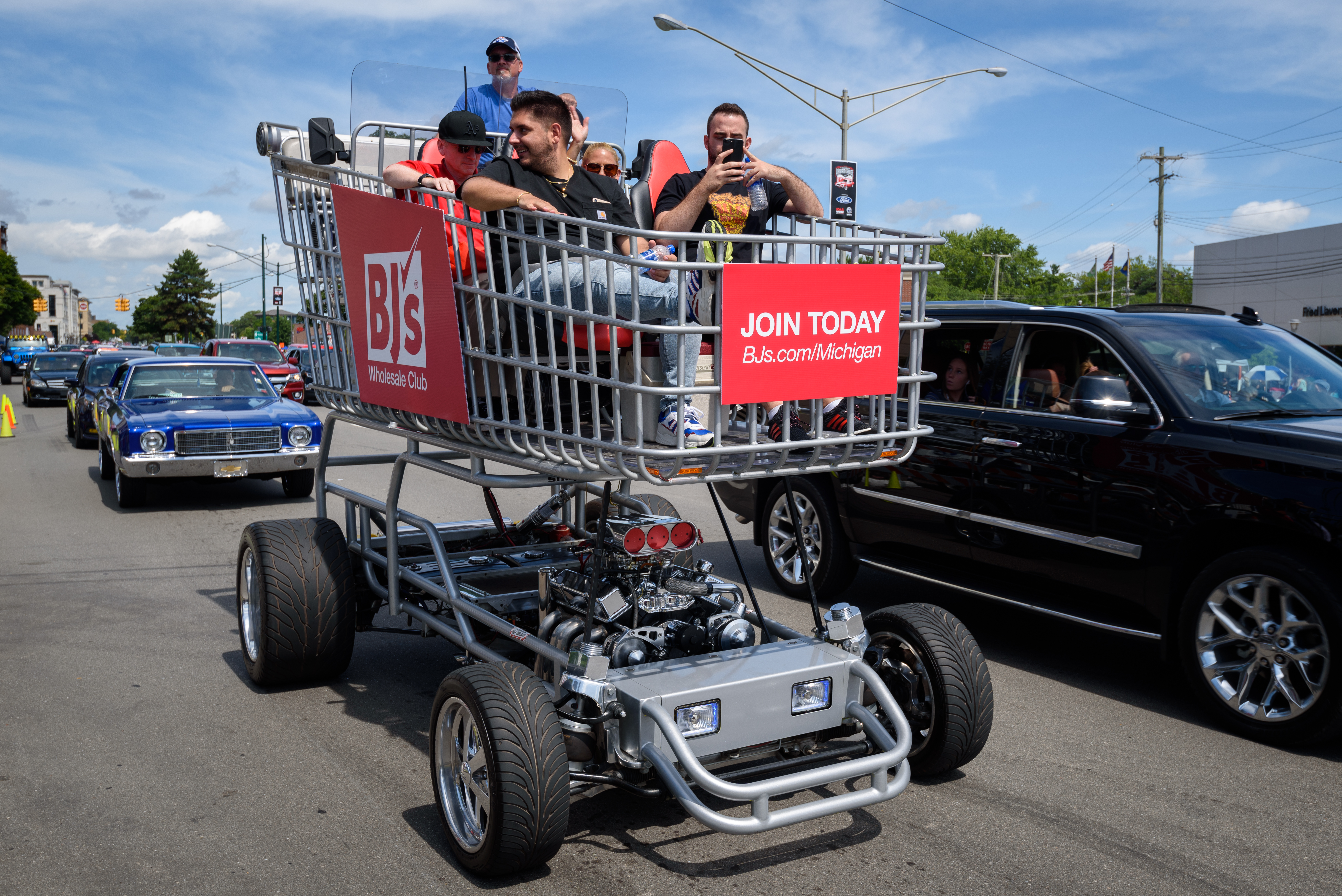
Woodward Dream Cruise (2019)

## Geschichte
1994 hatten Bürgermeisterin Pamela S. McCullough und Nelson House aus Ferndale die Idee, mit einer Auto-Veranstaltung Geld für einen Fußballplatz für Kinder in ihrer Gemeinde zu sammeln. Außerdem wollten sie die Zeiten der 1950er und 60er Jahre wiederbeleben, in denen junge Leute mit Musik und „Motor City Steel“ auf Amerikas erster Fernstraße, der Woodward Avenue, auf- und abfuhren – von einem Drive-in zum nächsten.
Die erste „Cruise“ fand am 19. August 1995 auf der Woodward Avenue zwischen Ferndale, Pleasant Ridge, Berkley, Huntington Woods, Royal Oak und Birmingham statt. Sie war auf Anhieb ein Erfolg, denn die Organisatoren hatten mit 30.000 Zuschauern gerechnet und 250.000 Zuschauer kamen.
1996 wurde die Woodward Dream Cruise, Inc. (WDC, Inc.) gegründet, die als Non-Profit-Organisation für die Organisation und Durchführung sorgt. Präsident und CEO ist Tony Michaels. Der Vorstand besteht aus Repräsentanten der neun gastgebenden Orte sowie Oakland County und der Medien-Sponsoren The Oakland Press, WXYZ-TV and WOMC 104.3 FM.
Mittlerweile ist die Woodward Dream Cruise die weltgrößte Auto-Veranstaltung, mit rund 40.000 teilnehmenden Oldtimern aus aller Welt und 1,5 Millionen Zuschauern. Die rund 25 Kilometer lange Paradestrecke führt auf der Woodward Avenue durch die Gemeinden Berkley, Birmingham, Bloomfield Hills, Bloomfield Township, Ferndale, Huntington Woods, Pleasant Ridge, Pontiac und Royal Oak.
Die Woodward Dream Cruise ist auch ein bedeutender Wirtschaftsfaktor für die Region, das 240 Millionen Dollar in die Kassen der örtlichen Wirtschaft spült. Das Fremdenverkehrsamt schätzt, dass ein Viertel der Besucher von außerhalb kommt und 84 Millionen Dollar für Unterkunft und Verpflegung ausgibt. Rund eine Million Besucher aus der Region geben schätzungsweise 153 Millionen Dollar aus.

## Oldtimer
Jedes Jahr nehmen rund 40.000 Oldtimer, Muscle Cars, Hot Rods, Sammler- und Special Interest-Fahrzeuge an der Parade teil. Die meisten stammen aus den 50er, 60er und frühen 70er Jahren. Viele stammen aus der Region, doch nicht wenige reisen extra an aus anderen US-Bundesstaaten, Kanada und sogar aus Australien, Neuseeland und Japan.